# ジョニー・ポール・コロマ
ジョニー・ポール・コロマ（Johnny Paul Koroma, 1960年5月9日 - 2003年6月1日）は、西アフリカ・シエラレオネ共和国の軍人及び軍事革命評議会（AFRC）の元議長。最終階級は少佐。

## 経歴
コロマは1960年5月9日シエラレオネ北東のコノ地区でリンバ族として生まれた。コロマは首都フリータウンで育ち、カトリック系の学校に通っていた。1985年に軍に入隊し、1988年にイギリスのサンドハースト王立陸軍士官学校に留学し士官としての訓練を受けた。
1989年シエラレオネに帰国、小隊長、中隊長と昇進を重ねて行った。1994年軍の命令及び参謀本部に入るため、ガーナのテシにある軍の大学に行った他、ナイジェリアとイギリスで軍事訓練を受けた。
しかし、1996年大統領に就任したアフマド・テジャン・カバーは軍冷遇政策を遂行しようとしていたため、コロマ少佐を始めとする軍人は、カバーのその政策に不満を持つようになり、9月軍事クーデターを起こした。このクーデターでコロマ少佐らは逮捕されパデマ・ストリート刑務所に送られた。しかし反カバー派の軍人達（主に革命統一戦線（RUF））が刑務所を襲撃し、コロマ少佐らクーデター容疑の軍人の囚人700人を脱獄させた。1997年5月27日コロマは再び軍事クーデターを起こし、打倒カバー政権をはかった。このクーデターでコロマ少佐はカバー大統領を追放し、国家元首となった。
同盟を結んでいた革命統一戦線（RUF）のアハメド・フォディ・サンコーとは連携関係にあり、コロマがAFRCの議長になった時、副議長にはRUFのサンコーが就いていて、政権はAFRCとRUFが合同で担当していた。そのためシエラレオネはさらに泥沼化した。コロマ議長は数年後の民政移管を宣言したが、カバー大統領の方が合法的で民主的な手段で政権を勝ち取っていたので、国際社会はコロマ議長の軍事クーデター行動を厳しく批判していた。
1998年2月12日西アフリカ諸国経済共同体（ECOMOG）がフリータウンを奪還し、翌年には軍事政権関係者を拘束したため、コロマ政権は崩壊。3月10日カバー大統領が帰国し、コロマから政権を取り戻した。その後、コロマはサンコーと同様に残酷な虐殺をしたと、戦争犯罪の罪で起訴された。起訴されたコロマは同胞リベリア国民愛国戦線のチャールズ・テーラーが支配する隣国リベリアに逃亡した。しかし、2003年6月1日逃亡先のリベリアで口封じのために殺された。
ところが、リベリアで発見された遺体のDNA鑑定からコロマ本人との一致は認められず、逃亡生活を続け最終的に2017年8月10日夜に亡くなり翌日に埋葬されたとも言われている。この場合、57歳没となる。 